# Salafisme
El salafisme (de l'àrab السلفية, as-salafiyya, al seu torn derivada de la paraula àrab sàlaf (سلف), ‘predecessors’ o ‘primeres generacions’) és un moviment reformista musulmà sorgit a Egipte a la fi del segle xix en el context de la Nahda o renaixement cultural àrab. El salafisme és a la base de les accions i de les ideologies de moviments islamistes com Al-Qaida.
L'objectiu del salafisme era reformar la doctrina islàmica per a adaptar-la als nous temps. És producte de l'intens contacte que comença a produir-se entre el món islàmic i l'occidental des de mitjan segle xix, i pretén trobar una via de modernització específicament islàmica. S'enfronta tant a les doctrines que estableixen una identificació entre modernització i occidentalització (el màxim exponent de la qual seria la Turquia d'Atatürk unes dècades més tard) com a les del caire tradicionalista que rebutgen la modernitat procedent d'Occident com a quelcom intrínsecament destructor de l'islam.
El nom de 'salafistes', que remet als musulmans dels primers temps, indica la seva voluntat de cercar els elements per a reformar l'islam en la doctrina original d'aquesta fe, rebutjant en més o menys mesura la tradició islàmica posterior. En aquest aspecte, el salafisme és en certa manera precursor dels moviments posteriors anomenats islamistes, encara que aquests tenen un caràcter més específicament polític i han evolucionat de vegades cap a posicions allunyades o fins i tot oposades al salafisme. Tanmateix, alguns d'aquests moviments utilitzen la denominació de 'salafistes'.
Les seves figures més carismàtiques van ser Muhàmmad Àbduh i Jamal-ad-Din al-Afghaní, en un primer moment, seguits de Muhàmmad Raixid Ridà o Bin Badis en una segona onada.

## Situació actual
Actualment, els qui es defineixen com a 'salafistes' constitueixen un corrent heteròclit: influïts pel wahhabisme saudita, es preocupen principalment per allò que l'islam autoritza o prohibeix. Els wahhabites interpreten de manera restrictiva el concepte d'ijtihad (examen personal de les fonts religioses fundat en l'Alcorà i la sunna); els salafistes també són conservadors pel seu comportament i la seva pràctica de l'ijtihad, però alhora són socialment actius i tenen l'objectiu d'islamitzar la societat. Sovint estan al capdavant en qüestions científiques i tecnològiques.
Els islamistes polítics començaren a reivindicar aquestes idees. És el cas dels Germans Musulmans egipcis, apareguts el 1928 i influïts pels primers salafistes. A Palestina, el Gihad Islàmic i el Hamàs en són els hereus, i els primers membres de les xarxes d'Al-Qaida provenien de l'àrea d'influència salafista al Pròxim Orient i a Europa.
Paral·lelament a aquesta tendència gihadista, un nombre creixent de salafistes afirmen que tenen una orientació moderada i pacifista; eviten el terreny polític i s'esforcen sobretot a dur 'una vida musulmana pura'. Han aconseguit inserir-se a l'Occident, al Pròxim Orient i al Magrib entre els joves fidels que temen perdre les seves tradicions i les seves arrels. Se'ls reconeix per la seva aparença: homes amb llargues barbes que duen túniques sobre pantalons curts; dones amb una llarga túnica, hijab i niqab, que amaga la cara i que sovint duen amb texans i vambes...
Al Regne Unit hi ha una tercera tendència: els salafistes reformistes baixen a l'esfera política, i acusen els gihadistes salafistes d'apoderar-se del moviment i de participar en el combat contra la seva radicalització.